# 63. obmejni bataljon (JLA)
63. obmejni bataljon je bil obmejni bataljon v sestavi Jugoslovanske ljudske armade.
Enota je bila nastanjena v Sloveniji pred in med slovensko osamosvojitveno vojno.

## Zgodovina
Bataljon je bil aktivno udeležen v dogodke slovenske osamosvojitvene vojne.

## Organizacija
1991
- poveljstvo (Vojašnica Ajševica, Nova Gorica)
- zaledni vod (Vojašnica Ajševica)
- intervencijski vod (Vojašnica Ajševica)
- oddelek za zveze (Vojašnica Ajševica)
- 1. obmejna četa (po stražnicah)
- 2. obmejna četa (po stražnicah)
- 3. obmejna učna četa (Vojašnica Vipava)

1. in 2. četa sta bili razporejeni po naslednjih stražnicah:
- stražnica Neblo
- stražnica Medana
- stražnica Vipolže
- stražnica Hum
- stražnica Sabotin
- stražnica Solkan
- stražnica Rožna Dolina
- stražnica Vrtojba
- stražnica Miren
- stražnica Štanta